# Bandiera della Slovenia
La bandiera slovena è composta da tre bande orizzontali uguali, di colore: bianco (in alto), blu e rosso. Nella parte superiore sinistra (lato dell'asta), centrato tra la banda blu e quella bianca, è presente lo stemma nazionale. Lo stemma nazionale è uno scudo con disegnato il profilo del monte Tricorno, la vetta più alta della Slovenia, in bianco su sfondo blu; sotto di esso ci sono due linee ondulate blu, che rappresentano il Mare Adriatico e i fiumi sloveni, mentre al di sopra si trovano tre stelle dorate a sei punte, disposte a triangolo inverso, che sono prese dallo stemma dei Conti di Celie (in sloveno Celjski grofje), l'importante casa dinastica del tardo XIV e inizio XV secolo.

## Storia della bandiera slovena
Sebbene i colori della bandiera slovena vengano frequentemente considerati panslavisti, derivano in realtà dallo stemma medievale della Carniola, la provincia centrale della Slovenia, considerata il fulcro della nazione slovena, ed erano utilizzati come colori nazionali prima che venissero disposti sulla bandiera. La disposizione attuale del tricolore deriva dalla Rivoluzione del 1848. Nella primavera del 1848, infatti, alcuni studenti sloveni di Lubiana presero i colori del vecchio stemma della Carniola (aquila azzurra su fondo bianco con una mezzaluna rosso-gialla), allineandoli per ricalcare il disegno della bandiera russa, ispirandosi così all'idea della fratellanza slava in opposizione al pangermanismo. Fu esibita per la prima volta il 7 aprile 1848 nel centro di Lubiana, nei pressi della bellissima Piazza Prešeren. Nonostante la ferrea opposizione della locale élite tedescofona, fu riconosciuta dal Governo austriaco come bandiera ufficiale della Carniola, al posto del tradizionale bicolore bianco-azzurro. Si trattò di una singolare e insolita decisione, in quanto le autorità austriache solevano interpretare ogni tricolore come simbolo sostanzialmente nazionalista e quindi potenzialmente rivoluzionario e repubblicano e ne scoraggiavano o addirittura proibivano l'uso. Tutte le province austriache potevano inoltre usare solo il bicolore (le uniche eccezioni erano il Regno di Croazia e Slavonia, la cui bandiera era interpretata come la combinazione di due bicolori, e il Regno d'Ungheria dopo il compromesso del 1866). Gli sloveni interpretarono perciò questa decisione superata una vittoria della propria causa nazionale: la bandiera, in quanto ufficiale (sebbene solo in Carniola), non poteva essere perseguitata e si diffuse come il simbolo di tutti gli sloveni, a prescindere dalla provincia in cui vivevano.
Continuò a essere associata alla Slovenia durante l'incorporazione al Regno di Jugoslavia. Venne usata anche dagli sloveni nella Venezia Giulia italiana, sebbene il suo uso fosse proibito e severamente punito dal regime fascista. Durante la seconda guerra mondiale fu usata sia dalla Resistenza sia dai Domobranci (che vi aggiunsero l'aquila azzurra dallo stemma carniolino). Dopo l'instaurazione del regime comunista vi fu aggiunta una stella rossa. A seguito dell'indipendenza slovena venne aggiunto lo stemma e la bandiera venne adottata ufficialmente il 27 giugno 1991, dopo una lunga polemica sullo stemma della nuova Repubblica.
Bisogna inoltre evidenziare che la Costituzione slovena definisce la bandiera dello Stato come "bandiera nazionale slovena bianco-azzurro-rossa con lo stemma della Repubblica". Da questa definizione deriva che la bandiera con lo stemma (quello attuale è stato ideato, sulla base dell'ex stemma della Slovenia comunista, nel 1991 da Marko Pogačnik) è la bandiera dello Stato sloveno, mentre quella tradizionale, senza stemma, usata ininterrottamente dal 1848 al 1945, rappresenta il popolo sloveno. In teoria potrebbe essere quindi usata anche la bandiera senza stemma, per rappresentare il popolo sloveno quanto tale: questo tricolore (senza stemma) potrebbe essere usato anche dagli sloveni che vivono fuori dai confini della Slovenia, come gli Sloveni della Carinzia o la minoranza slovena in Italia. Nella prassi però la bandiera tradizionale senza stemma è quasi completamente scomparsa dopo il 1991: in Slovenia è stata soppiantata dalla nuova bandiera della Repubblica, mentre le altre comunità slovene (in Carinzia, nel Friuli-Venezia Giulia, in Croazia e in Ungheria) preferiscono usare altri simboli tradizionalmente sloveni, come la foglia di tiglio, il garofano rosso o la Pietra del Principe.
Recentemente c'è stata una campagna per modificare in parte o completamente la bandiera, allo scopo di aumentare la riconoscibilità internazionale della Slovenia e specialmente per differenziarla dalla Slovacchia e dalla sua bandiera. Una delle proposte più popolari è quella di sostituire la banda rossa con una verde, colore che spesso rappresenta gli sloveni.

## Bandiere storiche

Bandiera del Ducato di Carniola (1848-1918), bandiera nazionale slovena (1848-1947); usata dagli esuli anticomunisti fino al 1991
Bandiera dei Domobranci
Bandiera dei partigiani sloveni durante la seconda guerra mondiale
Bandiera ufficiale della Repubblica Socialista di Slovenia (1945-1991)